# 羅氏長頸鹿
羅氏長頸鹿（學名Giraffa camelopardalis rothschildi）是第二最瀕危的長頸鹿亞種，在野外只餘下幾百隻。其名是為紀念羅斯柴爾德（Walter Rothschild），牠們又名巴林戈長頸鹿，是以巴林戈湖來命名，或稱烏干達長頸鹿，因為牠們大多生活在肯雅及烏干達。雖然長頸鹿整體只是處於依賴保育，但羅氏長頸鹿由於數量很少，卻有混種的風險。在野外只有很少地方可以見到牠們，最著名的要是肯雅的納庫魯湖及烏干達北部的默奇桑瀑布國家公園（Murchison Falls National Park）。在英國及肯雅都有飼養羅氏長頸鹿，目的是擴展其基因池。
羅氏長頸鹿很易確認，其毛色最為特別。羅氏長頸鹿的斑紋很像馬賽長頸鹿的，但色彩較淡，斑紋邊平滑。牠們的小腿沒有斑紋，好像穿了白襪一般。另外，牠們是唯一的亞種擁有5隻角。兩隻真角位於頭頂．前額上有一角，而耳朵後另有兩隻角。它們比很多亞種都要高，可以高達6米。
羅氏長頸鹿全年也會交配，妊娠期為14-16個月，每次會生一隻幼鹿。牠們是以小群生活，但是雄鹿與雌鹿是分開居住的，只會在交配時走在一起。雄鹿較雌鹿大，有時也會較為深色。